# Viol collectif de Miryang
Le viol collectif de Miryang, connu en Corée du Sud en tant que « incident des viols de l'école de filles de Miryang » (coréen : 밀양지역 여중생 집단 성폭행 사건, hanja : 密陽地域女中生集團性暴行事件) est un crime commis en Corée du Sud en 2004, à Miryang, dans la province du Gyeongsang du Sud,. Cinq filles âgées de 13 à 16 ans ont été violées à de nombreuses reprises par une quarantaine d'étudiants,.
Ce crime a donné lieu à une controverse, du fait du traitement infligé par la police aux jeunes filles, l'un des policiers ayant par exemple accusé les jeunes filles de « jeter le discrédit sur la ville où elles habitaient ».

## Viols
Les filles étaient originaires d'Ulsan et Changwon, et les étudiants de Miryang et Changwon. Les auteurs des viols ont initialement été soupçonnés d'appartenir à une bande organisée au sein d'un lycée, mais cela n'a pu être prouvé. Ils avaient fait connaissance de la première victime, âgée de 14 ans, par téléphone. Lorsqu'elle les rencontra, elle fut agressée sexuellement, la scène étant filmée pour la faire chanter. Selon la police, elle fut violée collectivement à dix reprises par des lycéens agissant en groupe de 3 jusqu'à 24 selon les cas ; au moins 41 garçons furent impliqués sur une période de 11 mois. Des pressions furent exercées sur la victime pour qu'elle emmène sa sœur de 13 ans et sa cousine de 16 ans à Miryang, où la cousine fut violée. Selon le premier rapport de police, la sœur cadette fut aussi victime d'agressions sexuelles, bien qu'il soit possible que ces agressions n'aient pas été jusqu'au viol. Les auteurs furent aussi accusés d'avoir violé deux autres filles et d'avoir extorqué de l'argent à leurs victimes.

## Suites
Après que la tante des deux sœurs eut fait part des viols à la police, trois des garçons furent arrêtés. Les témoignages des victimes et de témoins extérieurs conduisirent à l'arrestation de neuf autres lycéens, et à l'inculpation de 29 autres, sans mise en détention. Des membres des familles des violeurs menacèrent les victimes, en les avertissant qu'elles allaient regretter d'avoir dénoncé leurs fils à la police. Lors d'une interview télévisée, le parent de l'un des agresseurs revendiqua : « Pourquoi devrions-nous nous sentir désolés pour la famille des victimes ? Pourquoi ne tenez-vous pas compte de notre souffrance ? Qui peut résister à la tentation quand des filles essayent de séduire des garçons ? Ils auraient dû dire à leurs filles comment se comporter pour éviter ce genre d'accident. » L'une des filles aurait abandonné l'école à la suite de visites répétées et d'agressions verbales de la part de parents des violeurs.
À la suite d'affirmations selon lesquelles la police avait maltraité les victimes, une controverse éclata, et culmina avec une marche blanche rassemblant 150 personnes. Les victimes avaient demandé à être interrogées par un membre féminin de la police, mais cette demande fut ignorée. L'un des policiers aurait dit aux victimes : « Avez-vous essayé d'attirer ces gars ? Vous avez ruiné la réputation de Myriang. Les garçons qui auraient pu devenir les dirigeants de la ville ont tous été arrêtés. Qu'allez-vous faire ? […] Je n'aimerais pas que ma fille vous ressemble. » La police laissa aussi filtrer suffisamment d'informations aux médias permettant d'identifier les victimes. De plus elle les obligea à une séance d'identification des suspects à visage découvert, au lieu de le faire au travers d'un miroir sans tain, l'un des policiers demandant à la victime « il te l'a « mise », ou pas ? » L'une des victimes dut être internée en hôpital psychiatrique pour y être soignée à la suite de ces expériences. En août 2007, la Cour de justice de Séoul jugea les policiers de Miryang coupables de négligences dans leur rôle de protection des victimes, et les condamna à payer à deux des victimes et à leur famille 50 millions de wons de dommages-intérêts. La décision fut confirmée par la Cour suprême de Corée en juin 2008, qui porta le dédommagement à 70 millions de wons.
Les procureurs demandèrent qu'une part des accusés soit jugée par le tribunal pour enfants, et abandonnèrent les charges pour les autres. Pour dix d'entre eux formellement accusés de viol en réunion, ils demandèrent des peines allant de deux à quatre ans de prison, avec un sursis de un à trois ans. S'appuyant sur le jeune âge des accusés, et le fait que certains avaient été admis à l'université ou avaient trouvé un emploi, les juges refusèrent le renvoi devant le tribunal pour enfants, et conclurent à l'abandon des charges. L'un des facteurs de la décision fut que le père de l'une des victimes avait signé une convention avec certains des accusés, afin de plaider la clémence en échange d'une importante somme d'argent. Ce père était un alcoolique, dont la mère de l'un des victimes avait divorcé trois ans plus tôt en raison de violences conjugales, mais qui avait conservé l'autorité parentale, et convaincu sa fille d'accepter l'accord. Finalement, seuls 5 des inculpés furent envoyés en centre de détention pour mineurs, et aucune charge criminelle ne fut retenue contre eux.
En 2012, l'affaire émut la sphère internet lorsqu'il fut révélé que la petite amie de l'un des accusés, qui à l'époque s'était moquée des victimes, avait été enrôlée dans la police,.